# Santa Cruz del Quiché
Santa Cruz del Quiché é uma cidade da Guatemala do departamento de El Quiché. É a capital do departamento.

## Geminações
- West Miami, Flórida, EUA [1]